# Ineu
Ineu (iˈnew; ungarsk: Borosjenő; serbisk Јенопоље/Jenopolje; tyrkisk: Yanova) er en by i distriktet Arad, i det vestlige Transsylvanien, Rumænien. Byen har 8.807 (2021) indbyggere og ligger i en 57 km fra distriktshovedstaden Arad. Byen, der administrerer en landsby, Mocrea (Apatelek) har et areal på 116,6 km².
Ineu blev første gang omtalt i dokumenter i år 1214 under navnet "Villa Ieneu". Den var et sandjakcenter i Temeşvar og Varat ejalets, og den var kendt som "Yanova" under det osmanniske styre mellem 1564 og 1595 og igen mellem 1658 og 1693.
- Fortet i Ineu
- Trækirke
- Gadebillede
- Jernbanestation